# لانس أوسوليفان
لانس أوسوليفان (بالإنجليزية: Lance O'Sullivan)‏ هو طبيب نيوزلندي، ولد في 1973 في أوكلاند في نيوزيلندا.